# Носталгија вампира (филм)

## Синопсис
Филм о "домаћем издајнику" (усташи), којег носталгија гони у место из ког је потекао и - побегао. Мештани Водица му нису заборавили злочине у време италијанске окупације приморја али су сада, 25 година касније, огорчени дрскошћу којом се 'Тукац' Јозо Црљенак размеће, да као богати туриста свраћа у Југославију и чак - финансира изградњу цркве.
Борба за истину се мора водити поштено… Ја сам могао да направим филм и без њега, на темељу речи и сведоcчанства његових жртава и свих људи који се тога сећају. Међутим, ја сам с екипом отишао у Италију, посетио тог човека и отворено му рекао: слушајте, за вас кажу да сте највећи злочинац тог краја, па да мој филм не би био једностран, дошао сам да вам пружим прилику да и ви нешто кажете. (Крсто Шканата)